# Guijo de Coria (kommunhuvudort)
Guijo de Coria är en kommunhuvudort i Spanien.   Den ligger i provinsen Provincia de Cáceres och regionen Extremadura, i den centrala delen av landet, 240 km väster om huvudstaden Madrid. Guijo de Coria ligger 446 meter över havet och antalet invånare är 254.
Terrängen runt Guijo de Coria är huvudsakligen lite kuperad. Guijo de Coria ligger uppe på en höjd. Runt Guijo de Coria är det glesbefolkat, med 12 invånare per kvadratkilometer. Närmaste större samhälle är Coria, 14,4 km söder om Guijo de Coria. Omgivningarna runt Guijo de Coria är huvudsakligen savann.